# Gabriela Mărginean
Gabriela Mărginean (n. 12 februarie 1987, Cluj-Napoca, România) este o jucătoare de baschet care joacă pentru clubul CSM CSU Constanța în Liga Națională.

## Cariera în baschet la colegiu
Mărginean și-a făcut studiile la Universitatea Drexel, fiind aleasă în al treia rundă a WNBA Draft 2011, și a jucat pentru echipa de baschet a colegiului, clasându-se în al doilea an de facultate pe primul loc în clasamentul NCAA al punctelor obținute în urma aruncărilor libere. Cu 2581 de puncte în timp ce juca pentru Drexel, Gabriela este jucătoarea cu cele mai multe puncte din istoria Philadelphiaei. Acest punctaj a fost cel mai mare punctaj al unui sportiv din istoria CAA până în 2013, când a fost depășită de către Elena Della Donne.
A jucat pentru echipa de baschet Drexel Dragons în 125 de partide, având o medie de 20,6 puncte și 7,6 recuperări pe meci. Marginean a reușit să se califice cu Drexel la primul său turneu NCAA în 2009.

### Statistica
| Sezon | MJ  | PP-PÎ    | Pct  | 3FG-FGA | Pct  | FT-FTA  | Pct  | Reb Avg | O  | Blk | Stl | Med. Pct |
| ----- | --- | -------- | ---- | ------- | ---- | ------- | ---- | ------- | -- | --- | --- | -------- |
| 2010  | 31  | 255-530  | .481 | 39-98   | .398 | 178-200 | .890 | 7.7     | 60 | 5   | 60  | 23.5     |
| 2009  | 33  | 252-529  | .476 | 22-63   | .349 | 243-271 | .897 | 7.3     | 29 | 2   | 52  | 23.3     |
| 2008  | 30  | 213-428  | .498 | 26-75   | .347 | 118-129 | .915 | 7.1     | 50 | 3   | 53  | 19.0     |
| 2007  | 31  | 184-434  | .424 | 2-13    | .154 | 145-169 | .858 | 8.2     | 33 | 4   | 38  | 16.6     |
| Total | 125 | 904-1921 | .471 | 89-249  | .357 | FT-FTA  | Pct  | Reb Avg | O  | Blk | Stl | 20.6     |

## Cariera profesională

### WNBA
Mărginean a fost extrasă de Minnesota Lynx în al 26-lea draft din WNBA Proiect 2010. În mai Lynx a înlocuit-o cu Rebekkah Brunson. Ea este cea de-a doua româncă care a jucat în WNBA după Florina Pașcalău, care a jucat pentru Seattle Storm în 2008.

### Europa
Mai târziu, ea s-a transferat la la Panathinaikos Atena, unde a obținut o medie de 17,3 puncte, 2.2 recuperări și 1,5 pase decisive pe meci. Eurobasket.com a numit-o Cea mai bună jucătoare a anului din Liga Greacă.
În vara anului 2010 Gabriela Mărginean a ajuns la Arras Pays d'Artois. Ea a jucat în 26 de meciuri în Ligue Féminine de Baschet, realizând o medie de 12,3 puncte și 3,6 recuperări. Ea a reușit să câștige în 2012 Cupa Franței, 64-58 cu Bourges. Mărginean a fost una dintre cele mai bune jucătoare ale lui Arras din finală, în care a marcat 11 de puncte și a făcut 6 recuperări. În EuroCup, a reușit 16.9 ppm și 4.8 rpm în 10 jocuri.
Pe 7 iulie 2012 Gabriela Mărginean a semnat cu campioana României de atunci, CSM Târgoviște.

## Carieră internațională
Mărginean este în prezent cea mai bună jucătoare din Echipa națională de baschet feminin a României, având o medie de 19,6 puncte pe meci în opt jocuri în calificările pentru EuroBasket 2013. Cu echipa României de baschet 3×3 a participat la Jocurile Olimpice de la Tokyo.